# Zośka Wieras
Zośka Wieras, właśc. Ludwika Siwicka-Wójcik) (biał. Зоська Верас, ur. 30 września 1892 w Międzyborzu na Ukrainie, zm. 8 października 1991 w Wilnie) – białoruska pisarka. 

## Życiorys
Ludwika Siwicka urodziła się w rodzinie pochodzącego z Grodna oficera wojsk carskich Antona Siwickiego. Jej matka, Emilia Sadowska, pochodziła z obwodu grodzieńskiego. Jak w większości szlacheckich rodzin na Białorusi, dziewczynki w domu mówiły po polsku. Dziadek Ludwiki ze strony matki, Ludwik Sadowski, był słynnym pszczelarzem i ogrodnikiem. Studiował pszczelarstwo w Warszawie u K. Lewickiego. Znał dobrze język białoruski i posługiwał się nim w rozmowach z chłopami. 
Podstawowe wykształcenie zdobyła w domu, ucząc się pod opieką ojca. W 1904 roku rozpoczęła naukę w prywatnej szkole L. Waładkiewicza w Kijowie. Od 1905 roku mieszka w Łucku. Po śmierci ojca w 1908 roku Siwicka razem z matką wraca do jej rodzinnego majątku Olkowniki. W 1912 roku kończy gimnazjum dla kobiet w Grodnie. Potem w 1914 roku wyjeżdża do Warszawy na 10-miesięczny kurs ogrodniczo-pszczelarski i wojskowy kurs sanitarny. Od 1915 roku pełni rolę sekretarza lokalnego oddziału Białoruskiego Towarzystwa Pomocy Ofiarom Wojny działającego w Mińsku przy Białoruskim Komitecie Narodowym, w Centralnej Radzie Organizacji Białoruskich i Białoruskiej Socjalistycznej Gromadzie. Tam poznała Fabjana Szantyra, który mieszkał i pracował w Bobrujsku, ale w latach 1916–1917 często przyjeżdżał do Mińska biorąc udział w pracach klubu Białoruska Chatka. Zośka Wieras bywała u niego w Bobrujsku, nawet wtedy, gdy został on aresztowany w 1918 roku i osadzony w twierdzy. W swoich listach i wspomnieniach poetka nazywa Szantyra mężem, ale ich związek nie został sformalizowany. W listach do Wandy Lewickiej oskarża A. Ziemkiewicza o oczernianie jej przed Szantyrem, co wpłynęło na ochłodzenie ich stosunków.  
W latach 1909–1913 Z. Wieras pracowała w Grodnie jako bibliotekarz i sekretarz miejscowego Towarzystwa Młodzieży Białoruskiej. Podczas I wojny światowej wyjechała z matką do Mińska, gdzie współpracuje Białoruską Chatką. W 1917 roku jako przedstawiciel Wielkiej Rady Białoruskiej, bierze udział w obradach Ogólnobiałoruskiego kongresu. Rozpoczął on prace w grudniu 1917 roku gromadząc delegatów z całej Białorusi. Podczas Kongresu pełniła rolę sekretarza i prowadziła szczegółowy protokół obrad. Potem przez lata przechowywała go w swoim domu. 

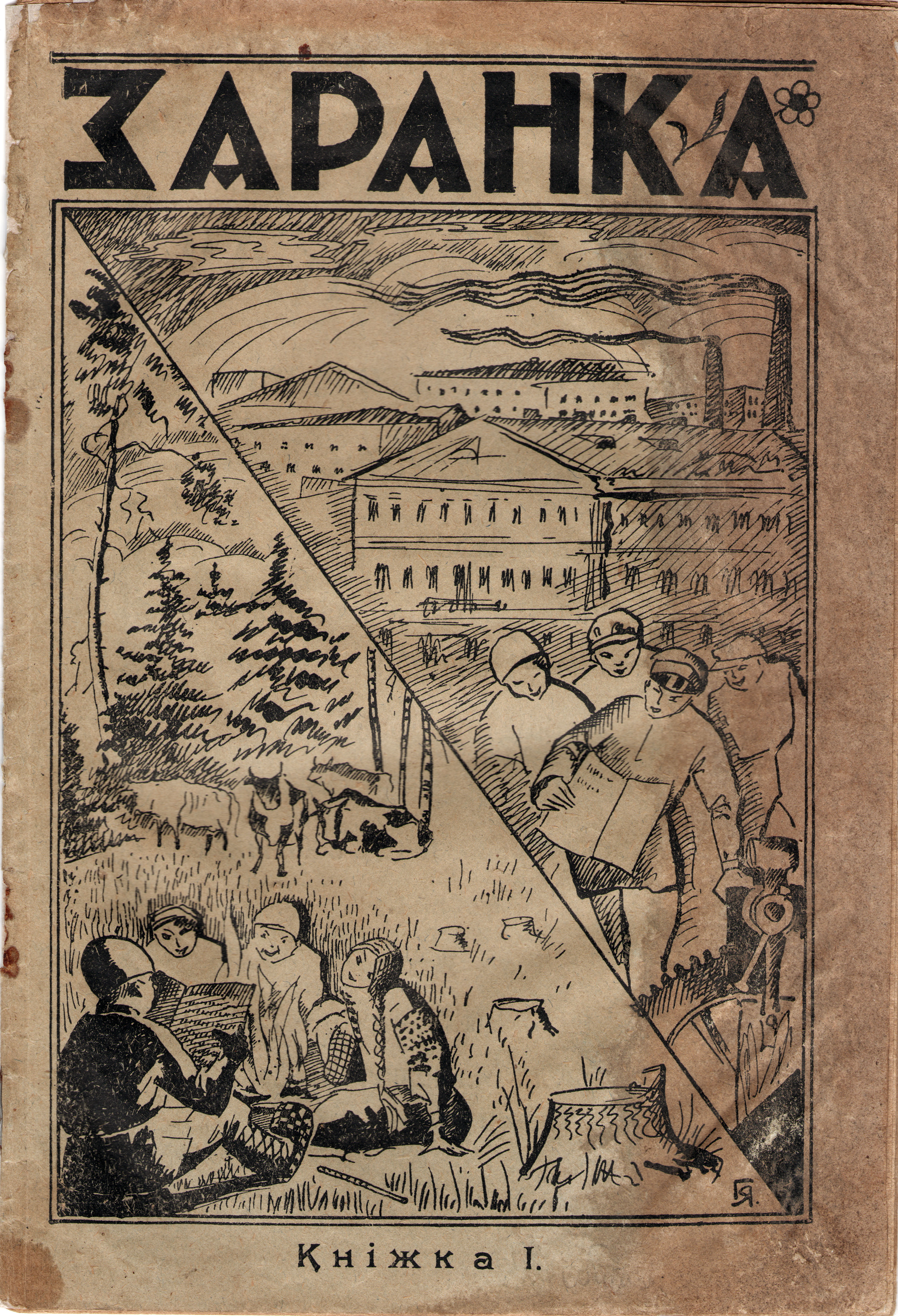
Okładka pisma dla dzieci Zaranka.

Pod koniec 1918 roku Zośka z powodu choroby matki, wyjeżdża z Mińska do majątku swojego dziadka. Tutaj w 1919 roku przychodzi na świat syn F. Szantyra, Anton. Były kochanek po aresztowaniu został zastrzelony w 1920 roku. Podczas pobytu w Olchownikach Zośka Wieras dedykowane swojemu małemu synowi. W 1922 roku po śmierci dziadka majątek zostaje sprzedany, a Zośka od 1923 roku mieszka w chłopskiej chacie pod Wilnem, które wówczas należało do Polski. W 1926 roku Wychodzi za mąż za białoruskiego dziennikarza Antona Wójcika. Ślub biorą w kościele św. Mikołaja w Wilnie. W 1927 roku Zośka rodzi córkę Galinę.   
Poetka mieszkająca od 1923 roku w Wilnie pomaga białoruskim więźniom politycznym aresztowanym przez polskie władze i osadzonym w więzieniu na Łukiszkach. W latach 1924–1929 Zośka pracuje w redakcji: Biełorusskoj kriestjansko-raboczej gromady, w latach 1927–1931 magazynu dla dzieci Zaranka, a w latach 1934–1935 magazynu dla dzieci Praleski. W latach 1928–1939 była szefową białoruskiej spółdzielni Pczeła, a jednocześnie w latach 1934–1938 była redaktorką czasopisma dla pszczelarzy Biełorusskaja bort. Swoje prace literackie publikuje w czasopismach Szlach moładzі i Studenckaja dumka. 
Podczas II wojny światowej jej syn Anton Szantyr współpracował z władzami niemieckimi, dlatego po wyzwoleniu został aresztowany i skazany. Wolność odzyskał w 1956 roku. W 1948 roku umiera Anton Wójcik.  
W 1961 roku twórczość Zośki Wieras została „odkryta” przez Arsienija Lisa, który szukał w archiwach materiałów do pracy doktorskiej. Poetkę zaczęli odwiedzać białoruscy krytycy literaccy, pisarze i dziennikarze. Pod koniec lat 80. XX wieku utworzył się wokół niej krąg białoruskiej inteligencji. Od 1982 roku Zośka Wieras była członkiem Związku Pisarzy ZSRR. 

## Twórczość
Pierwszą pracę opublikowała w 1907 roku w Kijowie w piśmie Podsnjeżnik (Przebiśnieg). Pierwsze prace w języku białoruskim opublikowała w 1911 roku w gazecie Nasza niwa. Podczas pobytu w Mińsku pisze wiersze i opowiadania dla dzieci Kałaski. Tłumaczyła z ukraińskiego sztuki teatralne dla teatru dziecięcego Kniazʹ Marcypan R. Zawadowicza (Wilno, 1929) i Sierota Y. Igorewa (Wilno, 1929) oraz z języka rosyjskiego – „Chata leśna” Witalija Bianki.  

### Botanika
Jest autorką białorusko-polsko-rosyjsko-łacińskiego słownika botanicznego wydanego w Wilnie w 1924 roku. Pozostawiła po sobie wiele szkiców różnych roślin i ziół leczniczych. Zajmowała się propagowaniem tradycyjnej medycyny. W jej domu w Wilnie powstał ogród botaniczny z rzadkimi roślinami. Zebrała również unikalną kolekcję zielników. 

## Upamiętnienie
- W 2002 roku Gałіna Wojcіk wydała książkę Zosʹka Wieras[12].
- W 2010 roku Irina Wołoch dla Biełaruśfilm nakręciła film o Zośce Wieras[6].
- W 2013 roku ukazał się książka Zosʹka Wieras. Ja pomniu ўsio. Znalazły się w niej wspomnienia, listy i prywatne fotografie[13].